# Memórias do Cárcere (Camilo Castelo Branco)
Memórias do Cárcere é uma narrativa de Camilo Castelo Branco que retrata a vida do Camilo Castelo Branco e de Ana Plácido na Cadeia da Relação do Porto, publicada em 1862.
[carece de fontes?]